# Vestido de carne de Lady Gaga

Lady Gaga trajada com o vestido de carne no MTV Video Music Awards de 2010

Em 12 de setembro de 2010, a cantora americana Lady Gaga usou um vestido para o MTV Video Music Awards de 2010 feito inteiramente de carne bovina crua. Desenhado por Franc Fernandez e estilizado por Nicola Formichetti, o vestido foi condenado por grupos de direitos dos animais, enquanto foi eleito pela Time como a principal tendência de moda de 2010.
A imprensa especulou sobre a originalidade da ideia, fazendo comparações com imagens semelhantes encontradas na arte contemporânea e na cultura popular. Assim como seus outros vestidos, foi arquivado, mas foi exposto em 2011 no Hall da Fama do Rock and Roll após ser preservado por taxidermistas como uma espécie de charque. Não está mais em exibição desde 2015. Gaga explicou, após a cerimônia de premiação, que o vestido era uma declaração sobre a necessidade de lutar por aquilo em que se acredita, e destacou sua aversão pela política don't ask, don't tell dos militares dos Estados Unidos.

## Legado
Apesar de ter sido a terceira troca de roupa de Lady Gaga no MTV Video Music Awards de 2010, o vestido de carne foi imediatamente descrito como o "momento mais ultrajante de moda" da tarde. Uma enquete do site MyCelebrityFashion.co.uk destacou o vestido como a roupa mais icônica de 2010, à frente do vestido de noivado de Catherine Middleton, que ficou em segundo lugar. Através de uma série de listas, a revista Time destacou o vestido como a principal tendência de moda de 2010.
Fernandez creditou ao vestido uma reviravolta em sua carreira, dizendo: "eu sinto que agora tenho voz como um artista e como um designer". O artista já havia criado itens para Lady Gaga, inclusive uma fantasia para seu clipe de "Bad Romance". Também trabalhou, posteriormente, em um chapéu que Gaga vestiu no Grammy Awards de 2011.
Em 2011, o vestido foi posto em exibição no Rock and Roll Hall of Fame and Museum como parte da coleção "Women Who Rock: Vision, Passion, Power". No começo de 2019, o vestido foi apresentado ao público, em Las Vegas, no museu Haus of Gaga, dentro do cassino Park MGM, coincidindo com o concerto de residência no mesmo prédio.
O jogo Yakuza 5, lançado originalmente em 2012, satiriza o vestido de carne e o amor de Lady Gaga à cultura japonesa, através de uma missão em que o jogador faz o papel de guia turístico para uma cantora famosa mundialmente conhecida por "Daddy Papa", que usa um vestido feito de alga marinha, que o personagem descreve como um "monte de lixo" que "cheira como o oceano".[carece de fontes?]

Quando "Weird Al" Yankovic fez uma paródia da música "Born This Way", chamada "Perform This Way", ele incluiu uma referência ao vestido de carne; o vídeo musical da paródia apresenta uma dançarina vestida com uma roupa similar.